# Big Idea
Big Idea – określenie używane w branży reklamowej do nazwania głównej koncepcji kampanii reklamowej lub głównego motywu, zamysłu, jaki przyświeca twórcom konkretnej reklamy.